# ديمتري يازوف
ديمتري يازوف (بالروسية: Дмитрий Тимофеевич Язов)‏ (1924 - 2020)، هو عسكري روسي سوفيتي شغل منصب وزير الدفاع لحكومة الاتحاد السوفيتي في الفترة بين 30 مايو 1987 و28 أغسطس 1991.

## روابط خارجية
- ديمتري يازوف على موقع IMDb (الإنجليزية)
- ديمتري يازوف على موقع مونزينجر (الألمانية)
- ديمتري يازوف على موقع قاعدة بيانات الفيلم (الإنجليزية)
- ديمتري يازوف على موقع كينوبويسك (الروسية)